# Hồ Bayano
Bayano là một hồ nước tọa lạc phía Đông của tỉnh Panamá, Panama. Hồ nước được tạo ra từ năm 1976, sau khi một con đập được xây trên sông Bayano. Đây là hồ nước lớn thứ hai của Panama, chỉ xếp sau hồ Gatun.
Hồ nước được đặt tên là Bayano, là tên của một nhà lãnh đạo cuộc nổi dậy nô lệ lớn nhất của Panama vào thế kỷ XVI.
Các hang động Bayano nằm ở phía nam của hồ.